# Mònica Bonell Tuset
Mònica Bonell Tuset (Canillo, 7 d'agost de 1971) és un política andorrana del partit de Demòcrates per Andorra, ministra de Cultura, Joventut i Esports del Govern d'Andorra des de maig de 2023.

## Trajectòria
És diplomada en Turisme. Va ser cònsol menor de Canillo entre el 2003 i el 2011 i Subsíndica General del Consell General d'Andorra entre el 2011 i el 2019. El 2023, abans d'entrar en política, va ser tècnica d'empreses i activitats turístiques al Govern d'Andorra.
Ha sigut presidenta del Grup Parlamentari Demòcrata, presidenta de la Comissió Legislativa d'Economia, membre de la Comissió Legislativa de Política Exterior, membre de la Comissió Legislativa de Política Territorial, Urbanisme i Medi Ambient, membre titular de la Delegació andorrana a l'Assemblea Parlamentària del Consell d'Europa.